# Christian Panek
Christian Panek es un deportista austríaco que compitió en vela en la clase Soling. Ganó tres medallas en el Campeonato Europeo de Soling entre los años 2001 y 2004.

## Palmarés internacional
| Campeonato Europeo | Campeonato Europeo   | Campeonato Europeo | Campeonato Europeo |
| Año                | Lugar                | Medalla            | Clase              |
| ------------------ | -------------------- | ------------------ | ------------------ |
| 2001               | Attersee (Austria)   | Medalla de oro     | Soling             |
| 2002               | Castiglione (Italia) | Medalla de plata   | Soling             |
| 2004               | Tønsberg (Noruega)   | Medalla de oro     | Soling             |